# タパヌリオランウータン
タパヌリオランウータン (Pongo tapanuliensis) は、哺乳綱霊長目ヒト科オランウータン属に分類される霊長類。絶滅危惧種。
インドネシアスマトラ島北スマトラ州の南タパヌリ県に生息するオランウータンの一種。オランウータンは同島のさらに北西で見つかるスマトラオランウータンPongo abelii、ボルネオ島のボルネオオランウータンPongo pygmaeusの3種が知られる。2017年にスイス・チューリヒ大などの国際研究チームによって新種に分類され、1929年のボノボ以来88年ぶりに大型霊長類の現生種と認められた。

## 分布
インドネシア（スマトラ島North Tapanuli、South Tapanuli、Centra Tapanuli）
模式標本の産地（基準産地・タイプ産地・模式産地）はSouth Tapanuli District（North Sumatra）。分布域は約1,000平方キロメートルと限定的で、スマトラオランウータンの分布域ともっとも近接した場所で約100キロメートルの距離がある。

## 形態

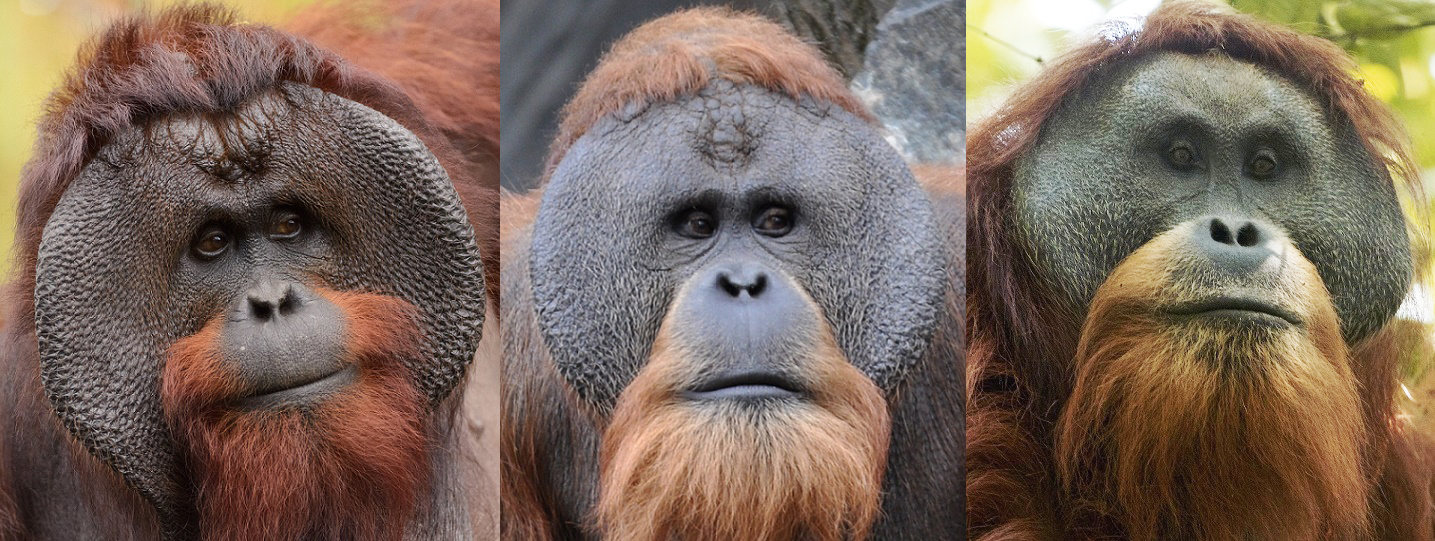
オランウータンの各々の種のオス。左からボルネオ、スマトラ、タパヌリ。

細長い体つきや毛色の点で、ボルネオオランウータンよりスマトラオランウータンに似ている。体毛はより細かく縮れており、ボルネオオランウータンに比べるとシナモン色が濃い。また両種に比べると犬歯が発達し、頭は小さく、平たい顔をしている。

## 分類
南タパヌリ県バタントルの孤立したオランウータンの群れは1997年の調査で初めて報告されたが、その時は個別の種とは認識されなかった。詳細な系統学的調査によって、2017年にタパヌリオランウータンはオランウータンの個別の種として特定された。その調査では37頭の個体から遺伝子サンプルを集め、33頭の大人のオスのオランウータンの形態学的分析を行なった。この調査の鍵の一つは、地元住民に襲われた怪我で死んだ大人のオスの骨格標本で、これは後にこの種のホロタイプに指定された。この標本はこれまでの種のものに比べると特に頭蓋骨と歯において明確な身体的特徴があった。この標本の頭蓋骨と後部頭蓋はボゴール動物博物館に保管されている。また遺伝学的調査でも、群れの2匹からとられたサンプルは主成分分析の結果、他の2種のオランウータンと顕著な違いを示し、バタントルの群れは個別の種とみなすべきであることが示された。
遺伝子比較によるとスマトラオランウータンから約340万年前に分岐したが、7万5千年前のトバ火山の大噴火によってさらに分離が進んだ。両者は時折接触があったものの、それは少なくとも1-2万年前に止んだ。ボルネオオランウータンの分岐はより遅く、67万4千年前頃である。オランウータンたちがスマトラ島からボルネオ島へ渡っていけたのは、海水面が今より低かった最近の氷河期の間、スンダランドの一部として両島が陸橋で繋がっていたからだ。現在の分布域は、昔のオランウータンがアジア本土から現在のインドネシアへ最初に移り住んだ所に近いと考えられている。

## 生態
標高300 - 1300メートルにある山地の森林に生息する。
仲間に呼びかける長い鳴き声は、スマトラオランウータンに比べると高音で、ボルネオオランウータンに比べるとより長く拍動が多い。食べ物も独特で、毛虫や松かさのような他のオランウータンに比べて変わったものも食べる。

## 人間との関係
約1,000平方キロメートルのエリアに800頭足らずしかおらず、大型霊長類のうちで最も数が少ない。これによりこの種は絶滅が危惧されているが、まだ国際自然保護連合からの評価は得られていない。種の存続を脅かすものには森林破壊、狩猟、人間との諍い、野生動物売買、ほか特に、現地での水力発電計画が挙げられる。個体数が少なくかつ生息地が分散しているため近交弱勢が起こる可能性は高い。このことは2頭のタパヌリオランウータンのゲノム配列の調査でも裏付けられており、彼らには近親交配の痕跡があった。
日本ではポンゴ属（オランウータン属）単位で特定動物に指定されている。